# 꼰다오 국립공원
꼰다오 국립공원(崑島國立公園, Côn Đảo National Park, 베트남어: Vườn quốc gia Côn Đảo / 園國家崑島)은 베트남 남동부 해안 바리어붕따우 성에 있는 꼰다오 섬의 자연 보존 구역이다.

## 개요
1984년 제도 중 많은 섬들이 꼰다오 국립공원으로 보호 하에 두었다. 이 환경보전 지역은 1998년에 더욱 확대되었다. 역내에서 보호 대상으로 취급되는 동물은 대모, 바다거북, 돌고래, 듀공이 포함된다. 보호 대상이 되는 생태계에는 해초 조장, 맹그로브, 산호초가 포함되어있다.
꼰다오 국립공원과 세계자연기금은 더 넓은 해역에서의 보호 활동, 해초 조장, 산호초의 보전과 지속 가능한 관광 산업의 확립에 진력하고 있다. 제도의 행정은 균형 잡힌 개발을 목표로 지속 가능한 환경 자원의 활용에 힘을 쏟고 있다.